# Duomo di Ronchi dei Legionari
La chiesa di San Lorenzo o duomo di Ronchi dei Legionari è il principale luogo di culto cattolico di Ronchi dei Legionari, in provincia ed arcidiocesi di Gorizia; è sede del decanato di Ronchi dei Legionari.

## Storia
Sembra che la primitiva chiesa di Ronchi dei Legionari fosse stata realizzata nel VI secolo. Questo edificio venne riedificato e restaurato tra i secoli XIV, XV e XVI. Nel 1579 la chiesa fu eretta a parrocchiale con territorio dismembrato dalla parrocchia della Beata Vergine Marcelliana di Monfalcone
Nel XVIII secolo a Ronchi venne costruita una chiesa dedicata a San Lorenzo Martire. Durante la prima guerra mondiale, però, l'esercito austriaco minò e fece saltare il campanile, che cadde sulla chiesa, distruggendola. Nel 1918, terminata la guerra, si cominciò a ricostruire la chiesa, completata e consacrata nel 1923. Il campanile è, invece, del 1924.

## Voci correlate

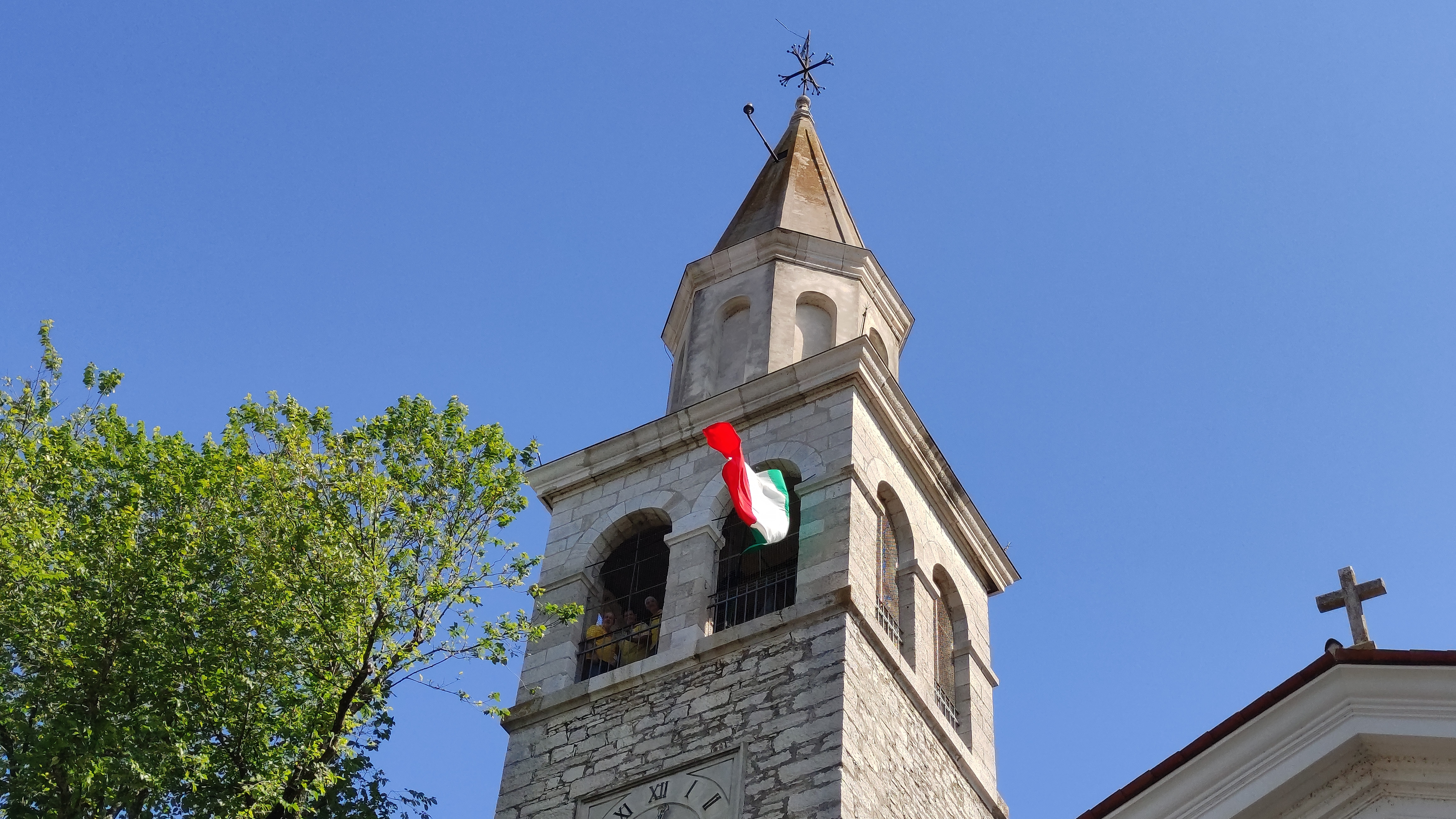
Il campanile

## Campanile
Vedi pagina dedicata